# Keverstone-Nationalpark
Der Keverstone-Nationalpark ist ein Nationalpark im Zentrum des australischen Bundesstaates New South Wales, 185 km westlich von Sydney, etwa 50 km nordwestlich von Crookwell und rund 58 km nordwestlich von Boorowa.
Der Waldpark entstand im März 2009 zwischen dem Lachlan River und dem Unterlauf des Abercrombie River  am Blackmans Creek und Blanket Flat Creek.